# 하자르어
하자르어는 중세 중앙아시아에서 반유목 생활을 하던 튀르크족인 하자르인이 사용하던 튀르크어 방언군이다. 기록이 매우 적어 상세한 특징은 알려져 있지 않고, 13세기까지는 이웃한 튀르크 민족들에 동화되어 점차 사멸한 것으로 여겨진다. 현존하는 기록은 2개의 명사, 1개의 활용 동사, 그리고 소수의 고유명사 뿐으로 극히 제한적이다. 하자르어가 튀르크어족의 어느 분파에 속하는지는 논쟁적인데, 한 가지 설은 오구르어파에 속한다는 것이고 또 다른 설은 공통 튀르크어파에 속한다는 것이다.

## 같이 보기
- 하자르